# ماریا کاسترو
ماریا کاسترو (اسپانیایی: María Castro‎؛ زادهٔ ۳۰ نوامبر ۱۹۸۱) بازیگر، مجری تلویزیون و ورزشکار سابق ژیمناستیک ریتمیک اهل اسپانیا است.
از فیلم‌ها یا مجموعه‌های تلویزیونی که وی در آن‌ها نقش داشته‌است، می‌توان به سرزمین گرگ‌ها و اس‌ام‌اس: بی‌واهمه از رؤیا اشاره نمود.